# HD221431
HD221431 — хімічно пекулярна зоря спектрального класу A5, що має видиму зоряну величину в смузі V приблизно  8,3.
Вона  розташована на відстані близько 876,8 світлових років від Сонця.